# 日向廃寺跡
日向廃寺跡（ひゅうがはいじあと）は、茨城県つくば市北条にある中世寺院跡。つくば市指定史跡に指定されている。

## 概要
常陸平氏本流の多気氏が建立した阿弥陀堂建築の遺跡である。12世紀後半から13世紀初頭に多気義幹によって建立され、当時の多気氏の隆盛を物語る。間口三間に奥行四間の本堂の左右に翼廊がとりつく宇治平等院鳳凰堂の形式であり、軒丸瓦は三ツ巴文、軒平瓦は剣頭文であり、当時京都で生産されていた瓦の紋様の影響を受けている。
1979年（昭和54年）と翌年に発掘調査され、東西約40メートル、南北約10-20メートルの範囲で、基壇上に建つ東西3間、南北4間の中央堂とその東西に翼廊を持つ礎石建物跡が発見された。

## 歴史
承平天慶の乱で、平将門を倒した平貞盛は多気の地を領地として支配をする。その後、多気の地の支配は貞盛の弟繁盛が引き継ぎ、繁盛の子孫が代々相伝する。多気氏の繁栄は、繁盛、維幹、為幹、繁幹、致幹、直幹へと続くが、直幹の子義幹の代に滅亡する。
義幹の晩年に造立された日向廃寺は、多気の地の繁栄を示すものであった。

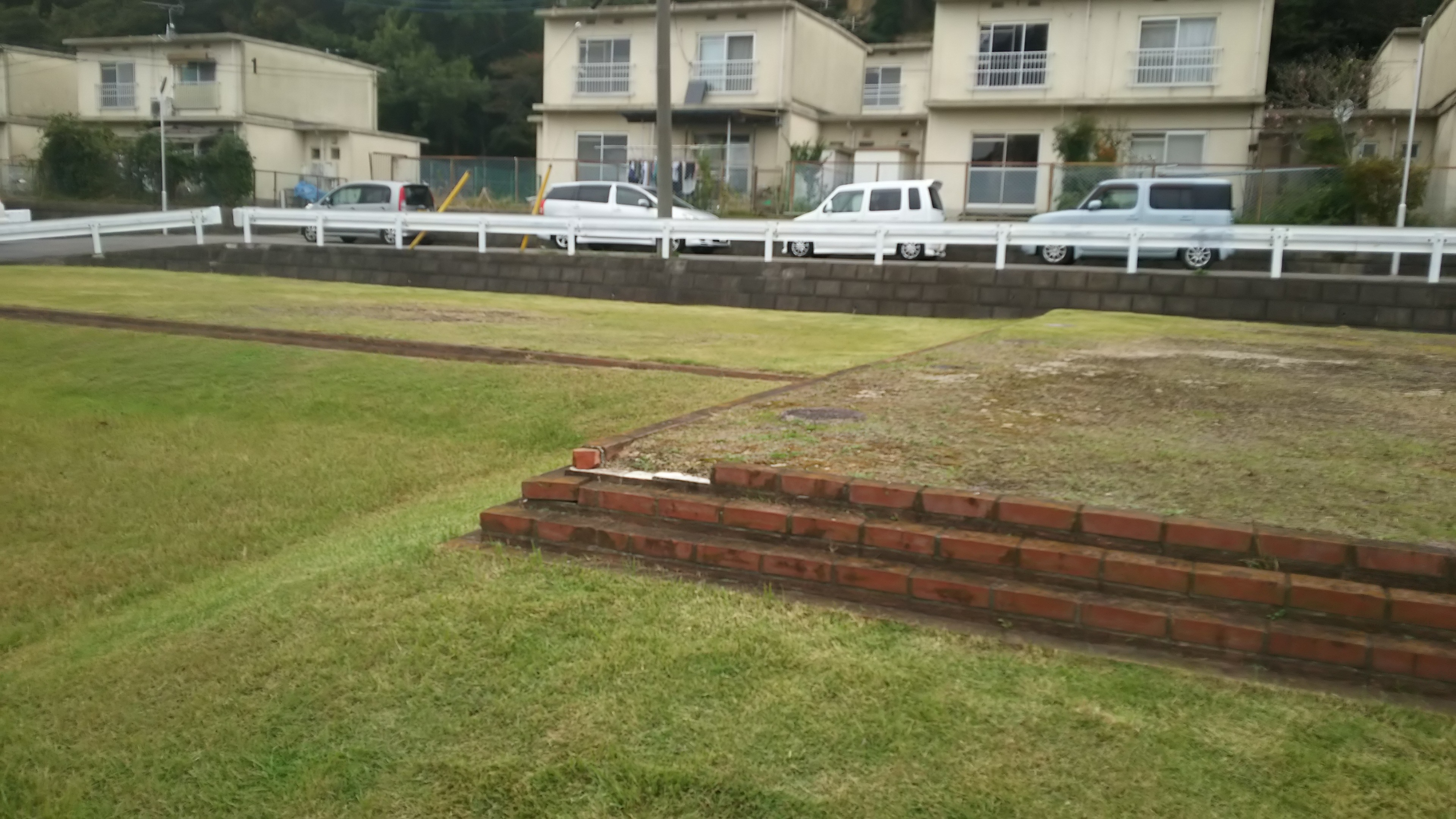
日向廃寺（北条）左側
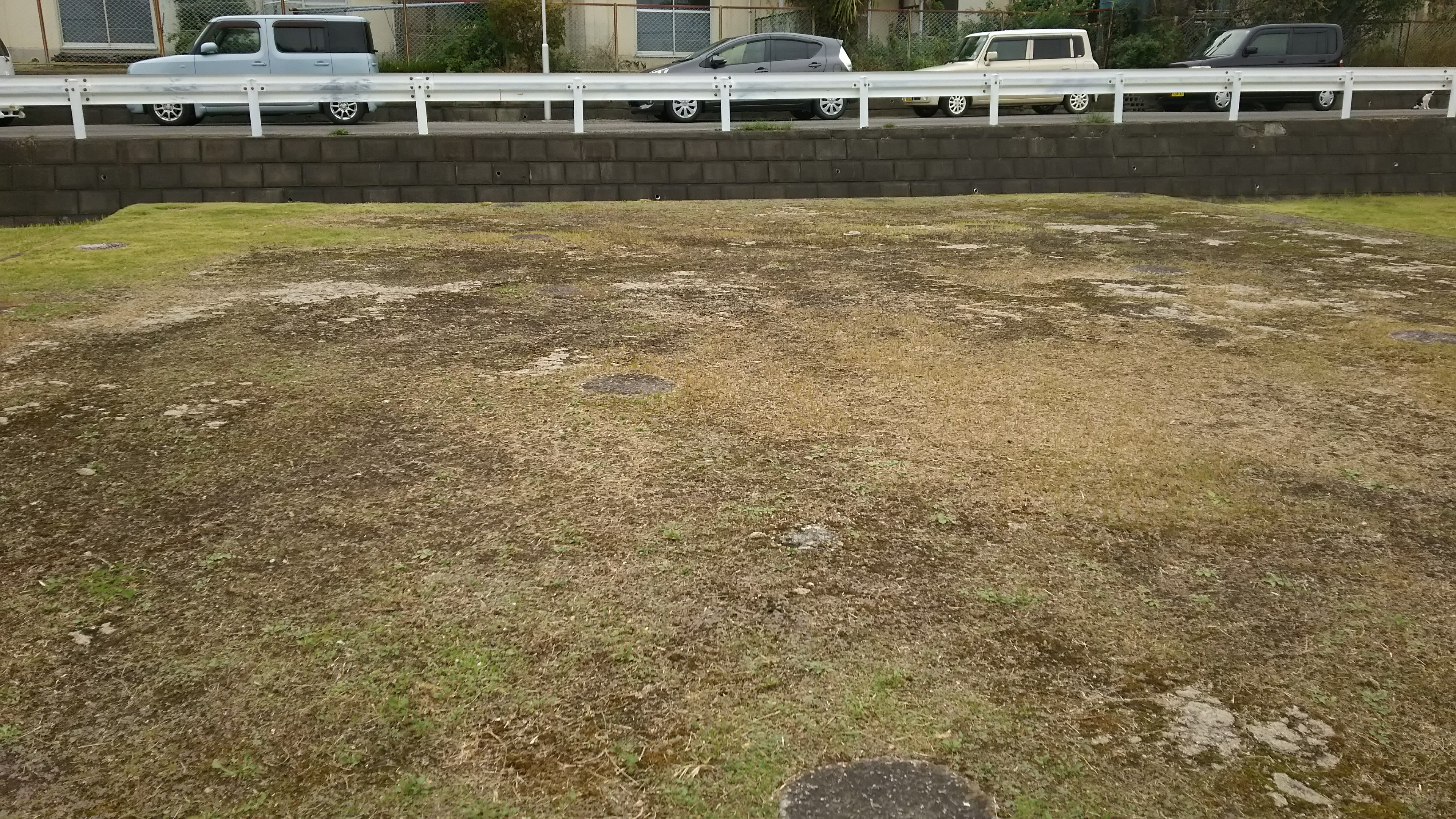
正面
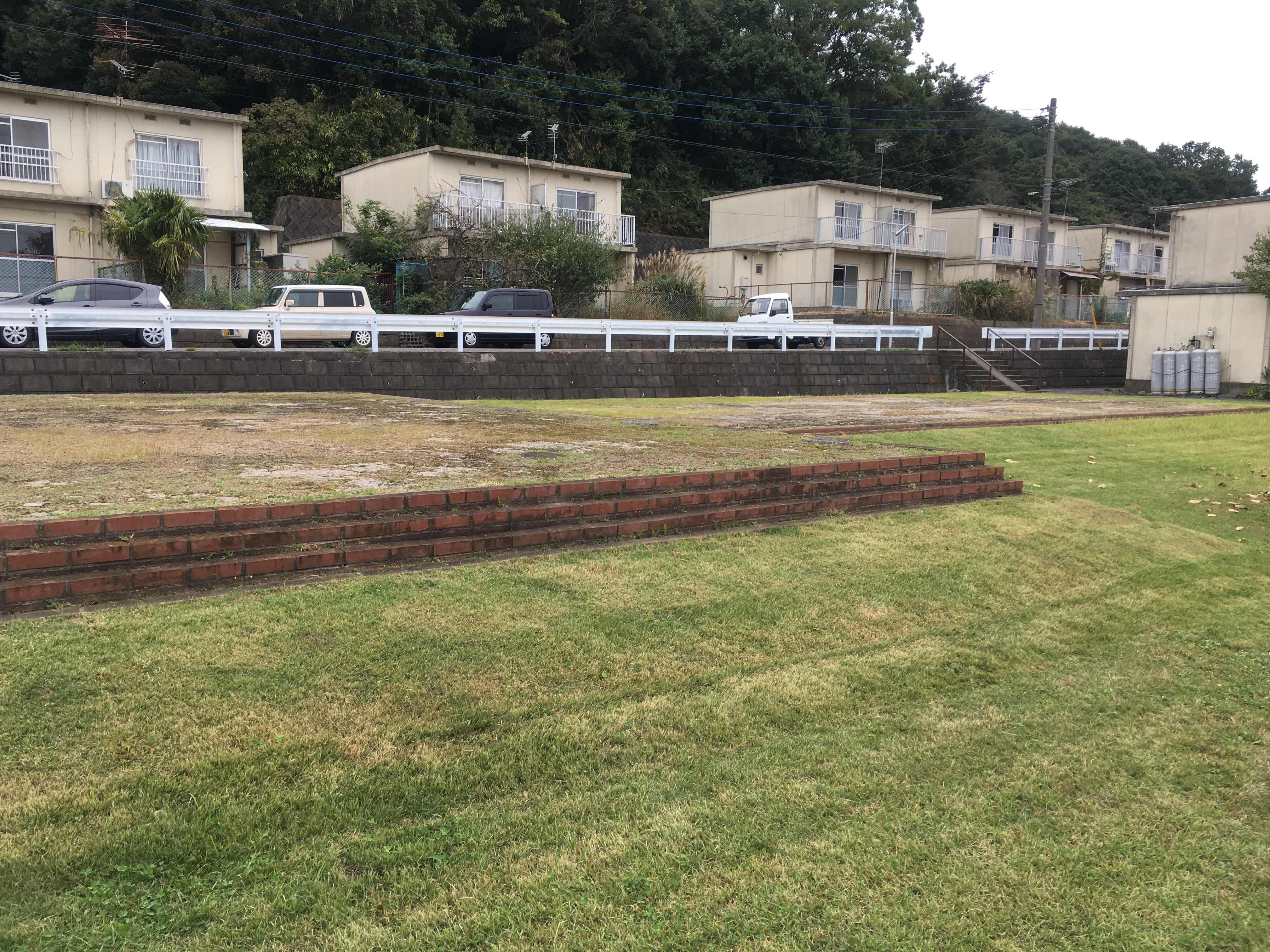
右側
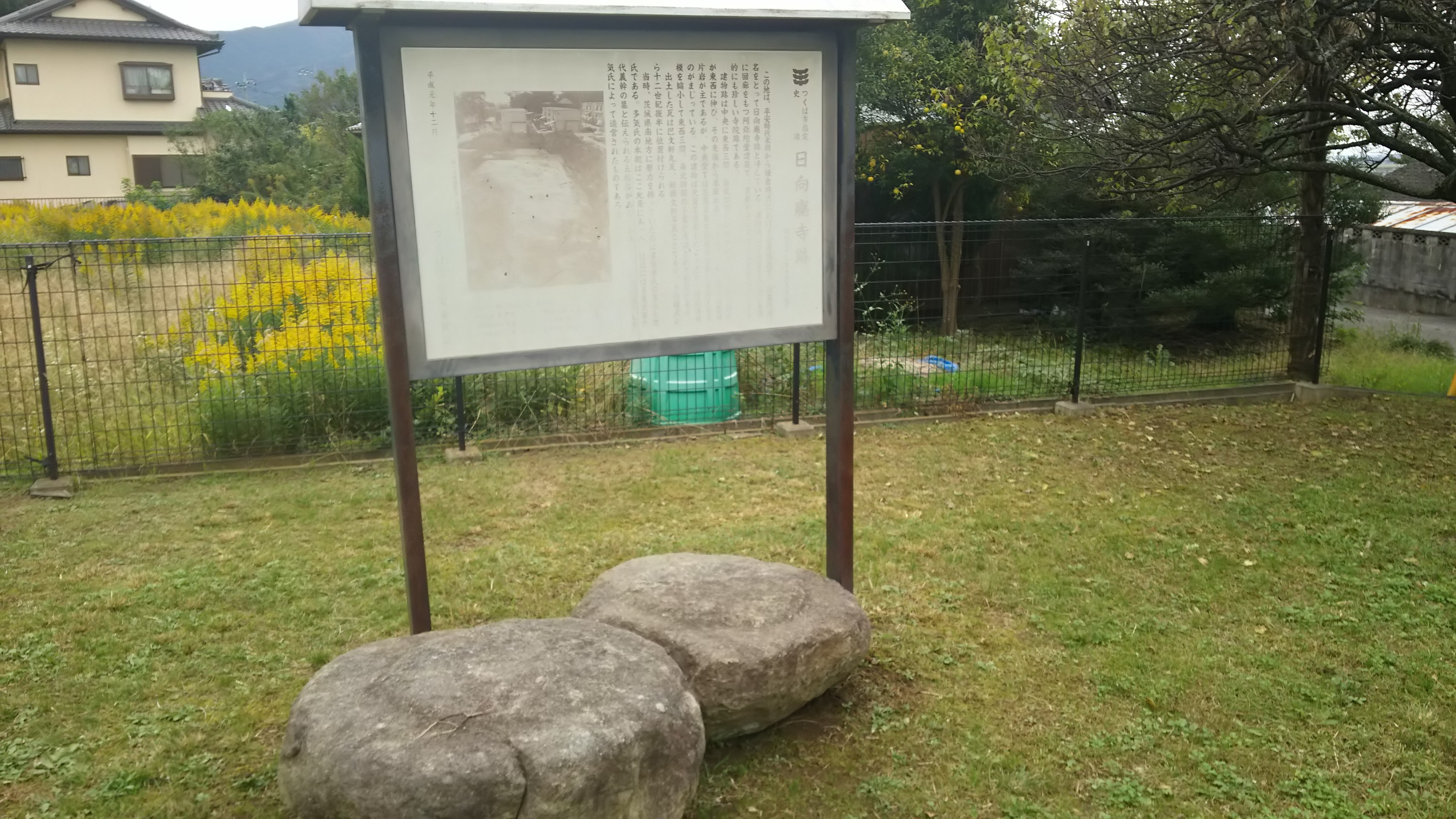
日向廃寺（北条）入り口
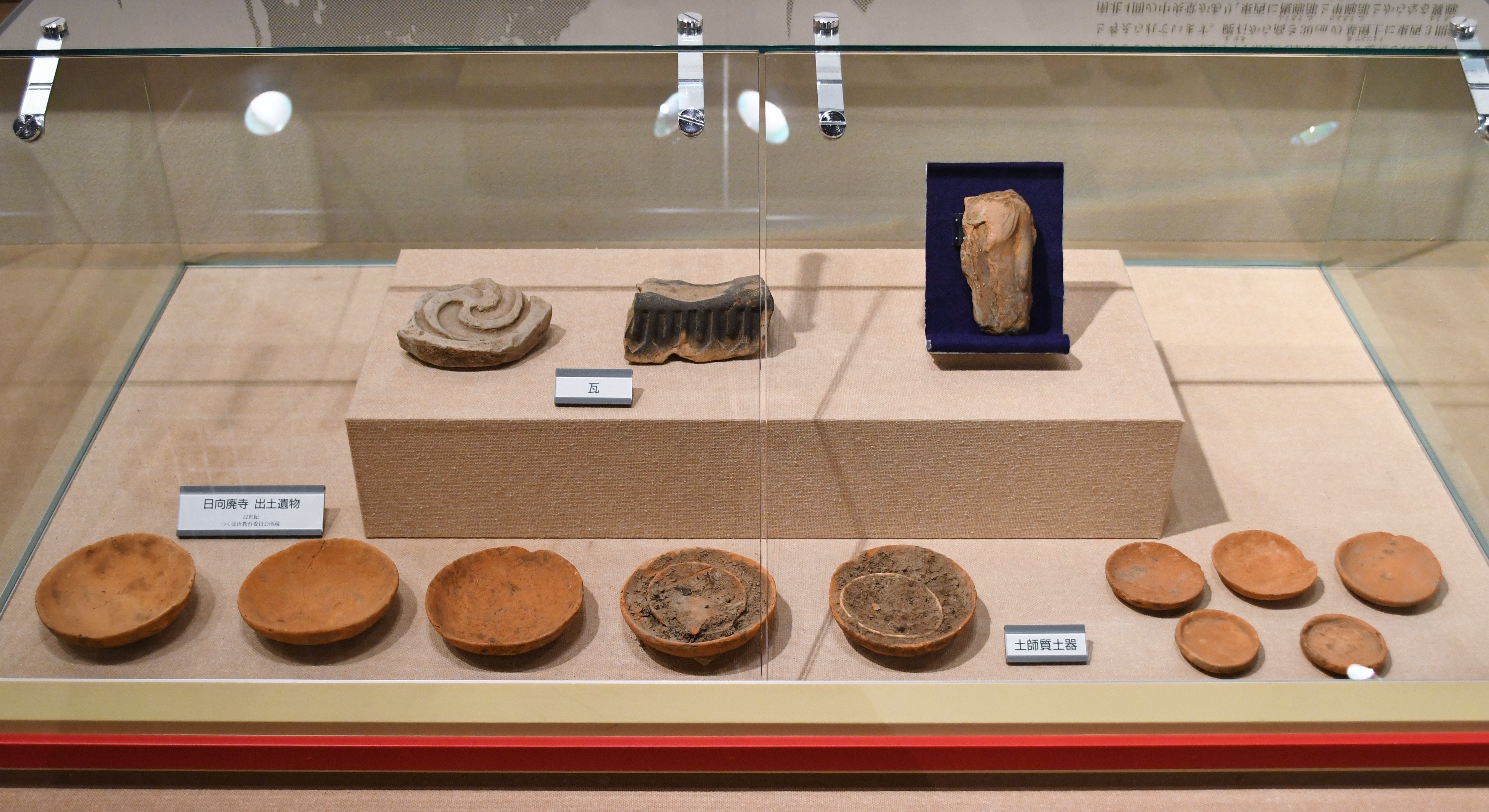
出土品 茨城県立歴史館展示。